# Lamar Morinia
Lamar Jason Morinia (* 16. März 1981 in Albuquerque) ist ein ehemaliger US-amerikanischer Basketballspieler.

## Werdegang
Morinia spielte in seinem Heimatland Basketball an der Montana State University - Northern in der NAIA. In seinem Abschlussspieljahr 2003/04 erzielte er 22,1 Punkte je Begegnung. Er studierte Kommunikationswissenschaft.
2005 und 2006 spielte er für die Mannschaft Tacoma Thunder in der US-Liga IBL. Im Herbst 2006 gehörte Morinia kurz zum Aufgebot des deutschen Zweitligisten Düsseldorf Magics. Im weiteren Verlauf der Saison 2006/07 stand er bei Unia Tarnów in Polen unter Vertrag und bestritt für die Mannschaft zehn Spiele.
Ab Februar 2007 gehörte er zur Regionalliga-Mannschaft des Osnabrücker SC in Deutschland. 2008 gewann Morinia mit dem OSC den Meistertitel in der 1. Regionalliga Nord und war im Verlauf der Saison 2007/08 mit 22,6 Punkten je Begegnung der beste Korbschütze der Osnabrücker. Zeitweise gehörte in diesem Spieljahr auch sein Bruder Larry zur Osnabrücker Mannschaft.
Er wechselte 2008 zum USC Leipzig (1. Regionalliga) und spielte dort in der Saison 2008/09 wie in Osnabrück unter Trainer Dimitris Polychroniadis. Während des Spieljahres 2009/10 bestritt Morinia 20 Spiele für die Herzöge Wolfenbüttel in der 2. Bundesliga ProB, für die er im Durchschnitt 18 Punkte je Einsatz erzielte.
2010 kehrte er nach Leipzig zurück, trat mit der Mannschaft unter Trainer Polychroniadis in der 2. Bundesliga ProB an. Dort blieb Morinia bis 2012.
Nachdem er im Spieljahr 2012/13 bei keinem Verein unter Vertrag gestanden hatte, kam Morinia im Herbst 2013 nach Deutschland zurück und schloss sich dem Zweitligisten BBC Magdeburg an. Dort wurde abermals Polychroniadis sein Trainer. Morinia trat mit Magdeburg in der 2. Bundesliga ProA an.
Später spielte Morinia in seinem Heimatland für Mannschaften in der Liga PBA (New Mexico Bullsnakes und New Mexico Bluetails), während er als Mitgründer und Trainer ein Unternehmen für Basketballtraining in New Mexico leitete.